# Klaus Winterhager

„Uni-Löwe“ der Bergischen Universität Wuppertal (Design: Klaus Winterhager)

Klaus Winterhager (* 19. März 1929 in Lennep; † 7. Januar 2016 in Frankfurt am Main) war ein deutscher Grafikdesigner, Typograf und Hochschullehrer.

## Leben
Klaus Winterhager studierte nach seinem Abitur 1951 am Humanistischen Gymnasium in Remscheid an der Kölner Werkschule in der „Klasse für freie Grafik“. 1955 erfolgte die Ernennung zum Meisterschüler. Er war nach seinem Abschluss als Grafikdesigner und Textildesigner selbständig tätig.
1969 engagierte er sich zudem mit einem Lehrauftrag an der damaligen Werkkunstschule Wuppertal. Mit Gründung der Bergische Universität – Gesamthochschule Wuppertal 1974 wurde er dort hauptamtlicher Dozent; 1982 erfolgte die Ernennung zum Professor für Grafikdesign an der Bergischen Universität Wuppertal. 1994 wurde er emeritiert.
Nach seiner Emeritierung lehrte Winterhager viele Jahre die Fächer Typografie und Kommunikationsdesign an der Ruhrakademie in Schwerte.
Klaus Winterhager war vor allem ein Typograph. Er hat zahlreiche Logos und Signets für deutsche Design-Institute, die Berufsorganisationen BDG und VDID, die Architektenkammer Nordrhein-Westfalen, für Inter Nationes, die Hochschule Witten-Herdecke, die Kreissparkasse Köln, die Zanders Feinpapier GmbH etc. entworfen. Der „Uni-Löwe“ der Bergischen Universität Wuppertal stammte ebenfalls von ihm. Zahlreiche Plakate und Einladungen für Kunstausstellungen und Konzerte kamen aus seinem Atelier.
Von 1989 bis 2006 war Winterhager der Gestalter von 126 Ausgaben der von Inter Nationes bzw. vom Goethe-Institut herausgegebenen Zeitschrift Kulturchronik, später umbenannt in Kulturjournal.
Er war Mitglied im Deutschen Werkbund.

## Schriften
- Gedankensplitter[4], 2006